# Buhloone Mindstate
Buhloone Mindstate é o terceiro álbum de estúdio do grupo de hip-hop De La Soul. Foi o último álbum do trio produzido com Prince Paul. Em 2005, o comediante Chris Rock o nomeou em décimo na lista dos maiores álbuns de hip-hop de todos os tempos, em uma lista escrita para a revista Rolling Stone.
| Críticas profissionais                                                      | Críticas profissionais |
| Avaliações da crítica                                                       | Avaliações da crítica  |
| Fonte                                                                       | Avaliação              |
| --------------------------------------------------------------------------- | ---------------------- |
| allmusic                                                                    | [ 2 ]                  |
| Entertainment Weekly                                                        | (A+)                   |
| Robert Christgau                                                            | (A)                    |
| RapReviews.com                                                              | [ 5 ]                  |
| Sputnikmusic                                                                | [ 6 ]                  |
| Esta tabela precisa de ser acompanhada por texto em prosa. Consulte o guia. |                        |

## Faixas
1. "Intro" – 0:52
2. "Eye Patch" – 2:27
3. "En Focus" (featuring Shortie No Mass e Dres do Black Sheep) – 3:15
4. "Patti Dooke" (featuring Guru, Maceo Parker, Fred Wesley e Pee Wee Ellis) – 5:54
5. "I Be Blowin'" (featuring Maceo Parker) – 4:58
6. "Long Island Wildin'" (featuring SDP e Takagi Kan) – 1:30
7. "Ego Trippin' (Part Two)" – 5:23
8. "Paul's Revenge" – 0:43
9. "3 Days Later" – 3:23
10. "Area" – 3:31
11. "I Am I Be" (featuring Maceo Parker, Fred Wesley e Pee Wee Ellis) – 5:03
12. "In the Woods" (featuring Shortie No Mass) – 4:01
13. "Breakadawn" – 4:14
14. "Dave Has a Problem... Seriously" – 0:55
15. "Stone Age" (featuring Biz Markie) – 5:08

## Lista de Samples
A lista a seguir mostra as canções e sons sampleados para Buhloone Mindstate.
Intro
- "Deep Gully" por The Outlaw Blues Band

Eye Patch
- "Skypager" por A Tribe Called Quest
- "Deep Gully" por The Outlaw Blues Band
- A-LM (Audio-Lingual Materials) French 7 Practice Record Set por Harcourt, Brace & World, Inc. (também usado em "Transmitting Live from Mars" do álbum 3 Feet High and Rising)

En Focus
- "Nothing is The Same" por Grand Funk
- "Intimate Connection" por Kleeer
- "Atomic Dog" por George Clinton

Patti Dooke
- "People Make the World Go Round" por Milt Jackson
- diálogo retirado de The Five Heartbeats
- "Rock Box" por Run-D.M.C.
- "Word From Our Sponsors" por Boogie Down Productions

Long Island Wildin'
- "Ground Hog" por Duke Pearson
- "Rebel Without A Pause" por Public Enemy

I Be Blowin
- "You've Made Me So Very Happy" por Lou Rawls

Ego Trippin' [Part Two]
- "Harlem Hendoo" por Al Hirt
- "Ain't No Half Steppin'" por Heatwave
- "(You Gotta) Fight for Your Right (To Party!)" por Beastie Boys

Paul's Revenge
- "Come In Out Of The Rain" por Parliament

3 Days Later
- "Love In The Streets" por Johnnie Taylor
- "Hot Dog" por Lou Donaldson
- diálogo retirado de Deep Cover
- "I'm Afraid The Masquerade Is Over" por David Porter

Area
- "The New Rap Language" por Spoonie Gee e Treacherous Three
- "I Call My Baby Pussycat" by Parliament
- "Come Dancing" por Jeff Beck

I Am I Be
- "You've Made Me So Very Happy" por Lou Rawls
- "The Next Band" por Eddie Harris
- "Keep Your Fat Mouth Out Of My Business" por Snooky Pryor
- "Miracles" por Jefferson Starship

In the Woods
- "Track #13" por Maceo Parker

Breakadawn
- "I Can't Help It" por Michael Jackson
- "Quiet Storm" por Smokey Robinson
- "Song and Dance" por The Bar Kays
- "Yes We Can Can" por The Pointer Sisters

Stone Age
- "Lonely Days" por Gregory Isaacs
- "Synthetic Substitution" por Melvin Bliss (bateria)
- "A Little Soulful Tune" por Taj Mahal
- "Les Demerle" por Moondial

## Singles
| Capa | Informação                                                                           |
| ---- | ------------------------------------------------------------------------------------ |
|      | "Breakadawn" - Lançado: 1993 - Lado-B: En Focus                                      |
|      | "Ego Trippin' (Part Two)" - Lançado: 1994 - Lado-B: "Lovely How I Let My Mind Float" |